# Macromitrium rhacomitrioides
Macromitrium rhacomitrioides är en bladmossart som beskrevs av Noguchi 1938. Macromitrium rhacomitrioides ingår i släktet Macromitrium och familjen Orthotrichaceae. Inga underarter finns listade i Catalogue of Life.